# Henry Picard
Pour les articles homonymes, voir Picard (homonymie).
Henry Picard (28 novembre 1906 - 30 avril 1997) est un joueur de golf professionnel américain. Vainqueur du Masters 1938 puis du championnat de la PGA l'année suivante, il participe à deux reprises à la Ryder Cup en 1935 et 1937.